# 伦尼克
伦尼克（荷蘭語：Lennik，荷蘭語發音：[ˈlɛnɪk]）是比利时弗拉芒大區弗拉芒布拉班特省哈勒-维尔福德区的一个市镇，面积30.80平方千米，人口9,024人（2018年1月1日）。伦尼克是弗拉芒社群的一部分，官方语言与当地多数居民使用的语言为荷蘭語，不过当地有一定数量的法语人口，但伦尼克并不是一个语言便利市镇，市政部门不为法语人士提供语言便利。